# 董文華
董 文華（とう ぶんか、ドン・ウェンホア、1962年6月29日 - ）は、中華人民共和国の軍隊歌手。国家一級演員の称号を有しており、中華人民共和国国務院からの特別政府手当てを受けている。現職は中国人民解放軍総政治部歌舞団のソロ歌手。

## 略歴
1962年6月29日、遼寧省瀋陽市で生まれた。親は労働者階級の一般人である。
1977年、中国人民解放軍に入隊。同年末、瀋陽軍区39軍歌舞団に入団。
1984年、「十五の月亮」で一躍有名になり「月のお姉さん」と呼ばれるようになった。同年、同じ団体所属のテノール歌手の張楠と結婚。
1989年、中国人民解放軍芸術学院から卒業し、中国人民解放軍総政治部歌舞団に移籍、ソロ歌手となった。
1993年6月6日、長男を出産。
1998年、中国中央電視台春節聯歓晩会で「遠航」を披露。
2000年、遠華密輸事件の主犯である頼昌星と密かに関係を持っていたことが判明し、芸能界から引退した。
2002年、第九回全国政協委員会中華全国青年連合会委員に選出された。その後、中国音楽家協会理事、中国軽音楽家協会常務理事、中華海外聯誼会理事等を歴任した。
2004年、新しいアルバム「港湾」を発売、歌手復帰。
2015年4月19日、甘粛省会寧県の紅軍会師旧址にて「紅色経典唱響会寧文芸演出」活動に出演。

## 代表曲
- 十五的月亮
- 望星空
- 血染的風采
- 長城長
- 今天是你的生日我的祖国

## ディスコグラフィ
- 光輝燦爛新時代
- 長城長
- 港湾
- 池中萍
- 献給中国映画百年
- 春天的故事（春の物語）
- 中国年

## 主な賞歴
- 1985年、全国聶耳・冼星海声楽作品演唱コンテスト銀賞
- 1986年、第二回全国青年歌手テレビコンテスト専業組・民族歌曲三等賞
- 1989年、建国40周年第一回金唱片賞
- 1993年、『長城長』 - 第一回全国MTV音楽テレビコンテスト金賞、演唱金賞
- 1994年、『春天の故事』 - 第二回全国MTV音楽テレビコンテスト金賞
- 1995年、『長城長』- 中華人民共和国文化部文華賞
- 1995年、『千古孔子』 - 第三回全国MTV音楽テレビコンテスト金賞
- 1996年、『千古孔子』 - 第四回全国MTV音楽テレビコンテスト金賞
- 1997年、『春天の故事』-「春蘭杯・聴衆の最も好きな歌謡曲」一等賞
- 1999年、MTVと中国中央テレビによる「世界華人MTV音楽評議活動」・最佳民歌演唱賞
- 2009年、「人民喜愛の芸術家」